# West Pennard
West Pennard è un villaggio e parrocchia civile dell'Inghilterra, appartenente alla contea del Somerset.